# Calamus leucosteus
Calamus leucosteus is een straalvinnige vissensoort uit de familie van zeebrasems (Sparidae). De wetenschappelijke naam van de soort is voor het eerst geldig gepubliceerd in 1885 door Jordan & Gilbert.